# Kınıkyeri, Çameli
Kınıkyeri là một xã thuộc huyện Çameli, tỉnh Denizli, Thổ Nhĩ Kỳ. Dân số thời điểm năm 2010 là 255 người.